# Łoś (wieś)
Łoś – wieś sołecka w Polsce, położona w województwie mazowieckim, w powiecie piaseczyńskim, w gminie Prażmów. Leży nad Jeziorką.
Wieś szlachecka Losz położona była w drugiej połowie XVI wieku w powiecie czerskim  ziemi czerskiej województwa mazowieckiego. 
W latach 1975–1998 miejscowość administracyjnie należała do województwa warszawskiego.

## Miejscowości o nazwie Łoś w gminie Prażmów
W gminie Prażmów istnieją trzy miejscowości podstawowe o nazwie Łoś, w tym 1 wieś i 2 osady leśne. Niniejszy artykuł dotyczy wsi o nazwie Łoś, która posiada identyfikator SIMC 0007290. Pierwsza osada leśna o nazwie Łoś posiada identyfikator SIMC 0007309. Druga osada leśna o nazwie Łoś posiada identyfikator SIMC 0007315.